# 训诂学
训诂学（英語：Philology 或 Exegesis）是指传统研究古书中词义的学科，是中国传统的语文学——小学的一个分支。训诂学在译解古代词义的同时，也分析古代书籍中的语法、修辞现象。是从语言的角度研究古代文献，帮助人们阅读古典文献。
所谓“训诂”，也叫“训故”、“故训”、“古训”、“解故”、“解诂”，用通俗的语言解释词义叫“训”；用当代的话解释古代的语言叫“诂”。“训诂”连用，最早见于战国末年鲁地毛亨注释《诗经》的书，书名叫《诗故训传》，“故”、“训”、“传”是三种注解古文的方法。训诂合用始见于汉朝的典籍。

## 分类
训诂学可以有广义和狭义之分。广义的训诂学包括音韵学和文字学，狭义的训诂学則只是小学當中，与音韵、文字相对的学科。
也有人将训诂学分为新旧两种。语言学家王力在1947年的《新训诂学》中提出“必须打破小学为经学附庸的旧观念，然后新训诂学才真正成为语史学的一个部门。”周大璞在《训诂学要略》中也说“训诂学的研究对象就是词义和词义系统，他的首要任务就是研究语义发展演变的规律。”新训诂学是相对旧有的训诂学而言的。

## 历史
训诂学从先秦就已经开始，到了汉朝时基本形成。到了宋代，训诂学得到了很多的革新。元明时期，训诂学出现了衰退，而在清朝则是训诂学发展最辉煌的时候。现代则采用现代语言学的方法来发展训诂学。

## 研究对象
历史上每种语言都在不断地变化，古书中有许多词义已经產生变化，或语法变化，历史语言学家考证古书中词的当代意义，编著出注疏书籍，此为训诂学。
训诂学最主要的研究对象是汉魏以前的古书中的文字，是以钱大昕认为：“训诂必依汉儒，以其去古未远，家法相承，七十子之大义犹有存者，异于后人之不知而作也。”。训诂学书籍有两种，一种专为注疏某一本重要的书，逐字解释全书的意义，如《论语注疏》、《毛诗注疏》、《韩非子集解》等；另一种是单纯解释古代的词汇，搜集古代词汇，分类注释，如《尔雅》、《说文解字》、《輶軒使者絕代語釋別國方言》等；此外也有对训诂学的书籍进行补充、考证、阐释的书籍，如《方言疏证》等。

## 研究方法
训诂学研究方法有：
- 互训，用同义词互相解释，如“老，考也”；“考，老也”。
- 声训，用声音相似意义相同的字解释，如“衣，依也”，说明这个“衣”在古书中是当作“依”的意思。
- 形训，用字形说明其来源和意义，如“小土为尘”，说明“尘”字的意思是“小土”，这个简体字也是由此产生。
- 义训，用当代的词义解释古词的意义，如“明明、斤斤，察也”，是说“明明”、“斤斤”的意思是“察”。
- 反训，或以为有的词古今意义相反，或反义同辞，用反义词注释，如“乱而敬，乱，治也”，说明这个“乱”字，在此处作“治”的意思。張廷玉曰：「亂，平亂也，是為治。」亦可通。
- 递训，用几个词连续解释，如“庸也者，用也；用也者，通也；通也者，得也”，说明这个“庸”字用声训是从“用”字来的，但意思实际是“得”的意思。